# Abadia de la Canonja
L'Abadia de la Canonja és una obra gòtica de la Canonja (Tarragonès) protegida com a Bé Cultural d'Interès Local.

## Descripció
Edifici molt reformat d'origen gòtic tardà. Conserva nombrosos elements originals treballats a la manera pròpia dels edificis del gòtic civil. El carrer d'entrada a la plaça des del Raval passa per sota de l'edifici.